# Richard Petruška
Richard Petruška (Levice, 25 gennaio 1969) è un ex cestista e dirigente sportivo slovacco con cittadinanza italiana, che ha militato nella NBA, in Italia, Turchia e Spagna. Attualmente è presidente del Basketbal Levice.

## Carriera
Nel 1993 fu selezionato al secondo giro del Draft NBA come 46ª scelta dagli Houston Rockets. Seppur con un ruolo marginale, con i Rockets ha vinto l'anello a fine anno, diventando il primo slovacco a riuscirci. A oggi è allo stesso l'unico cestista slovacco sia ad aver militato in NBA che ad aver vinto l'anello.
Nell'estate del 1994, lasciò i Rockets e andò a giocare in Italia con la Pallacanestro Varese con cui militò per quattro stagioni.
Con la Cecoslovacchia ha disputato i Campionati europei del 1991.

## Palmarès
- Campionato NBA: 1

Houston Rockets: 1994
- Coppa Korać: 1

Unicaja Málaga: 2000-01